# Сам I
Сам I (арм. Շամուշ) иначе Самос или Самес — правитель армянского царства Софены и Коммагены. Сын царя Армении Ерванда III. Происходил из армянской царской династии Ервандидов

## Биография
Сам I происходил из армянской царской династии Ервандидов. Его отец Ерванд III являлся правителем Армении. Сам I упоминается как один из первых армянский царей объединенного государства Софены и Коммагены. На Ефрате он основал город Самосату, ставший столицей его царства. Правил в период с 260 по 240 до н. э. Около города Гергер (совр. Турция), на развалинах древнего города Арсамея-на-Ефрате, при входе в святилище, сохранился 4-х метровый рельеф царя Сама I. Царь изображен в традиционной одежде и остроконечной тиаре. Помимо этого там же находится и надпись  говорящая, что город был основан сыном Сама I Аршамом